# Ротт, Олдржих
Олдржих Ротт (чеш. Oldřich Rott, родился 26 мая 1951 в Опочно) — чехословацкий футболист и футбольный тренер, выступавший на позиции полузащитника. Олимпийский чемпион 1980 года, ныне вице-президент арбитражного комитета Чешско-моравского футбольного союза.

## Карьера
Воспитанник школы команды «Тржебеховице-под-Оребем». В 1966 году дебютировал в составе «Спартака» из Градец-Кралове, в составе которого пробился в 1972 году в Первую лигу. Летом 1973 года перешёл в пражскую «Дуклу», в составе которой в течение 10 лет выиграл трижды чемпионат страны и дважды кубок. В сезоне 1983/84 уехал играть на Кипр, однако через год вернулся в Прагу, где завершил карьеру в составе «Славии».
В сборной сыграл три матча. Как игрок сборной Чехословакии стал олимпийским чемпионом Московских игр (Чехословакия победила команду ГДР 1:0) и бронзовым призёром чемпионата Европы в Италии.
В сезоне 2002/03 работал спортивным директором команды «Хмел» (Блшаны), ныне является вице-президентом арбитражной комиссии Чешско-моравского футбольного союза.

## Титулы
- Олимпийский чемпион Москвы
- Чемпион Чехословакии: 1977, 1979, 1982
- Победитель Кубка Чехословакии: 1981, 1983